# Прость (приток Волхова)
Прость — небольшая речка в окрестностях Великого Новгорода, левый приток Волхова. Находится в северной части Новгородского Поозерья.
«Прость» древнерусском языке означает простая, прямая, прямой путь. До 1960-х годов речка впадала в Волхов южнее Перыни. Перынь в то время представляла собой остров, образованный реками Волхов, Ракомка и Прость. С возведением дамбы, ведущей с «большой земли» на Перынский скит, русло Прости было перегорожено, что привело к постепенному заболачиванию её устья.
В писцовой книге 1498 года упоминается местная деревня Ращеп (в то время — «Розщеп»), «стоявшая над Простью».

## Археология
В 1958—1961 годах под руководством С. Н. Орлова и М. М. Аксёнова на берегу Прости возле деревни Юрьево были проведены археологические раскопки, в ходе которых было обнаружено древнее крупное славянское селище VIII века, ныне являющееся объектом культурного наследия регионального значения «Селище на реке Прость», раскопками на котором руководил в 1997—1999 годах Б. Д. Ершевский. Поселение находится в 300 м от главного языческого святилища словен новгородских— урочища Перынь. Среди находок во множестве присутствовали осколки слеплённых вручную без применения гончарного круга горшков, скопления обожжённых камней, свидетельствующих о наличии у древних жителей печей-каменок, куски глиняной обмазки, которая использовалась для промазки пазов между брёвнами. Раскопки селища на реке Прость выявили материалы третьей четверти I тысячелетия (возникло в VII веке), то есть самые ранние славянские древности в истоке Волхова, хронологически более ранние, чем напластования в Старой Ладоге. Селище на ручье Прость имело площадь 500×200 м (10 га), из которых исследовано более 1000 м². Здесь нашли ямы, содержащие более раннюю керамику и находки так называемых «крапчатых» бус, которые бытовали в Средней Европе и на юге Восточной Европы в V—VII веках. Также найдены поясные накладки неволинского облика (VII—VIII веков), стеклянные бусы (в том числе характерная для ломоватовской культуры VIII—IX веков «глазчатая»), лепная керамика; зёрна, мякина ячменя, полбы, мягкой пшеницы, овса, проса, бобы, горох. Ко времени появления более позднего селища у городища Георгий преобладало просо и появилась рожь. Селище Прость было самым крупным неукрепленным поселением раннего средневековья в Приильменье и, возможно, являлось центром словен Ильменского Поозерья.